# 石堡乡 (赤水市)
石堡乡，是中华人民共和国贵州省遵义市赤水市下辖的一个乡镇级行政单位。

## 行政区划
石堡乡下辖以下地区：
朝阳社区、兴农村、益群村、红星村和大滩村。